# Friedrich Volbehr

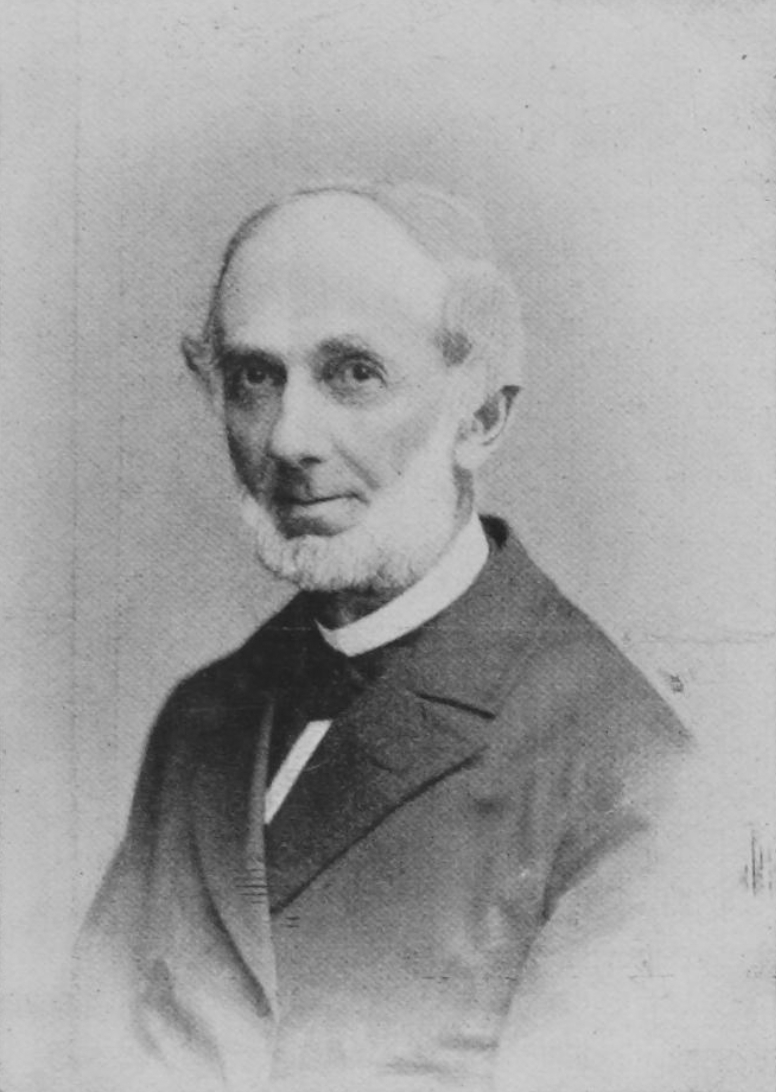
Friedrich Volbehr

Friedrich Ludwig Christian Volbehr (* 3. Juli 1819 in Kiel; † 6. August 1888 ebenda) war ein deutscher Landeshistoriker und Zeitungsredakteur.

## Leben
Von 1832 bis 1839  besuchte er die Kieler Gelehrtenschule. Im Anschluss studierte er an der Christian-Albrechts-Universität zu Kiel Evangelische Theologie; er legte aber kein theologisches Staatsexamen ab. Von 1845 bis 1853 war er als Hauslehrer auf einem adeligen Gut in Holstein tätig. In dieser Zeit wurde er 1846 an der Universität Jena zum Dr. phil. promoviert. Er leitete ab 1853 ein Privatinstitut in Elmshorn, kehrte aber wieder nach Kiel als Privatlehrer zurück. Nebenher war er zwischen 1859 und 1878 Redakteur des Kieler Correspondenzblatts und des Kieler Wochenblatts. Er machte sich verdient mit vielfältiger Literatur zur Orts- und Landesgeschichte von Kiel und Umgebung. In einer Sitzung des Kunstvereins als Protokollführer starb er an einem Herzinfarkt.

## Gründungen / Mitgliedschaften
- Mitbegründer der Kieler Blindenanstalt und Mitglied des Vorstandes bis 1876
- Mitbegründer des Vereins zur Fürsorge für die aus der Blindenanstalt Entlassenen
- Mitglied und zeitweise Geschäftsführer des Kieler Kunstvereins
- Von 1862 bis 1876 Mitglied des Landausschusses für den Bau eines neuen Universitätsgebäudes in Kiel
- Gründer der Gesellschaft für Kieler Stadtgeschichte und die damit verbundene Kieler Stadtbibliothek[1]

## Auszeichnungen
- Königlicher Kronen-Orden (Preußen) IV. Klasse[1]

## Werke
- Professoren und Dozenten der Christian-Albrechts-Universität zu Kiel 1665 bis 1933, 3. neubearbeitete Auflage von Richard Weyl. Mühlau 1934,
- Verzeichnis der gegenwärtig in Schleswig-Holstein angestellten und zur Anstellung berechtigten Geistlichen, welche nicht das Schleswig-Holsteinische Amtsexamen bestanden haben. Kiel, Homann, 1869
- Die Schiller-Tage in Kiel. Kiel 1859
- Die Einweihungsfeier des neuen Universitäts-Gebäudes zu Kiel, 24. bis 26. Oktober 1876. Kiel 1876
- Beiträge zur Geschichte der Christian-Albrecht-Universität zu Kiel: Die drei Universitätsgebäude von 1665, 1768 und 1876. Die Frequenz der Universität von 1665 bis 1876. Kiel 1876
- Beiträge zur Topographie der Stadt Kiel in den letzten drei Jahrhunderten. 1. Hälfte (mehr nicht erschienen): Schloß und Altstadt. Kiel 1881
- Kieler Predigergeschichte seit der Reformation. Kiel 1884
- Professoren und Docenten der Christian-Albrechts-Universität zu Kiel 1665 bis 1887. Kiel 1887[2]